# Prognathorhynchus dubius
Prognathorhynchus dubius är en plattmaskart som beskrevs av Meixner 1929. Prognathorhynchus dubius ingår i släktet Prognathorhynchus och familjen Gnathorhynchidae. Inga underarter finns listade i Catalogue of Life.